# Brandywine (Wirginia Zachodnia)
Brandywine – jednostka osadnicza w Stanach Zjednoczonych, w stanie Wirginia Zachodnia, w hrabstwie Pendleton.